# Claudi Helpidi
Claudi Helpidi (en llatí: Claudius Helpidius) va ser un polític romà del segle iv.
Era nascut a Paflagònia en una família humil, de manera que no havia tengut accés a una bona educació. Va passar la seva joventut a Roma, on va servir a la cort com a catamita. De gran es va casar amb una dona de nom Aristèneta, amb la qual va tenir tres fills. Helpidi era cristià, per tal com va emprendre un viatge amb la dona i els fills per visitar Sant Antoni a Egipte. La seva filla, de nom Prisca, va ser casada l'any 363 amb un tal Bassià, parent de Libani. Aquest matrimoni evidencia l'ascens social, que sens dubte li va obrir el camí de la carrera política i que tal vegada es podia deure a la relació amb els seus antics amants.
Per una inscripció sabem que era praeses a la Mauretània Sitifesa cap al 337. Més tard, el 353 va ser consular a Pannònia, i va succeir Hermògenes com a prefecte del Pretori a Orient cap al 360. A la mort de Constanci II el 361, els soldats el volgueren assassinar, però Julià, el nou emperador, els ho va impedir; tot i així, cap al 362 ja havia estat succeït com a prefecte per Saluci (o Sal·lusti). Es va retirar a Paflagònia, i va morir no gaire més tard.
Bona part de la seva vida ens és coneguda per Libani, qui segurament parla de fins a cinc Helpidis diferents. En canvi, Smith fa l'esforç de considerar-ne almenys tres com a la mateixa persona. Per una banda, un primer Helpidi que apareix al Codi Justinià i al Codi Teodosià del 321 al 329, pels quals sabem que tengué assignades les funcions de prefecte del pretori en temps de Constantí I el Gran l'any 321 i que va estar al capdavant del Port de Roma el 324, i que hom li ha atribuït càrrecs com ara praeses de Sardenya o viceprefecte d'Itàlia. Per una altra banda, el mateix Claudi Helpidi de Paflagònia. En tercer lloc, un altre Helpidi que va ser comes rerum privatarum sota Julià, que també era cristià però que apostatà, segurament per complaure l'emperador, i que amb l'ascens de Valent fou empresonat. Aquests dos darrers, pel fet que són contemporanis, sovint foren considerats la mateixa persona, i aparegueren diverses versions entorn de la seva apostasia i la seva mort. Nicèfor Cal·list diu que al final de la seva vida li foren confiscats els béns i va ser empresonat i va morir a la presó, i Baroni esmenta un Sant Helpidi de rang senatorial que va patir martiri sota Julià l'Apòstata el 362.